# Univerzalno vrijeme
Univerzalno vrijeme ili opće vrijeme (engl. Universal Time, franc. temps universel), vremenski standard zasnovan na Zemljinoj rotaciji. Moderan je nastavak srednjeg griničkog vremena (GMT, od engl. Greenwich Mean Time), tj. srednjeg sunčeva vremena na početnom meridijanu u Greenwichu, pa se GMT ponekad rabi kao približan sinonim za UTC. Izraz "univerzalno vrijeme" zapravo je nejasan (u slučaju kad se traži točnost manja od nekoliko sekunda) jer postoji nekoliko njegovih verzija, a najčešće koje se rabe jesu UTC i UT1 (vidi dalje). Sve ove verzije UT-a zasnovane su na Zemljinoj rotaciji u odnosu na daleke nebeske objekte (zvijezde i kvazare), no s faktorom razmjera i ostalim ugađanjima koji ih približavaju sunčevu vremenu.

## Prihvaćanje u raznim zemljama
Ova tablica prikazuje datume prihvaćanja vremenskim zona zasnovanih na griničkom meridijanu, uključujući polusatne zone.
| godina | zemlje                                                                | godina | zemlje | godina   | zemlje |
| ------ | --------------------------------------------------------------------- | ------ | --- | -------- | --- |
| 1848.  | Velika Britanija                                                      | 1906.  | Indija, Cejlon, Sejšeli                                                                                   | 1930.    | Bermuda |
| 1879.  | Švedska                                                               | 1907.  | Mauricijus, Chagos                                                                                        | 1931.    | Paragvaj |
| 1883.  | Kanada, SAD                                                           | 1908.  | Ovčji o., Island                                                                                          | 1932.    | Barbados, Bolivija, Nizozemska Istočna Indija |
| 1884.  | Srbija                                                                | 1911.  | Francuska, Alžir, Tunis, Britanska Zapadna Indija                                                         | 1934.    | Nikaragva, i. Niger |
| 1888.  | Japan                                                                 | 1912.  | Portugal, ostali francuski posjedi, Samoa, Havaji, Midway i Guam, Timor, Bismarckov arh., Jamajka, Bahama | do 1936. | Labrador, o. Norfolk |
| 1892.  | Belgija, Nizozemska, J. Afrika                                        | 1913.  | Britanski Honduras, Dahomej                                                                               | do 1937. | o. Cayman, Curaçao, Ekvador, Newfoundland |
| 1893.  | Italija, Njemačka, Austro-Ugarska (željeznice)                        | 1914.  | Albanija, Brazil, Kolumbija                                                                               | do 1939. | Fernando Po, Perzija |
| 1894.  | Bugarska, Danska, Norveška, Švicarska, Rumunjska, Turska (željeznice) | 1916.  | Grčka, Irska, Poljska, Turska                                                                             | 1940.    | Nizozemska |
| 1895.  | Australija, Novi Zeland, Natal                                        | 1917.  | Irak, Palestina                                                                                           | do 1940. | O. lorda Howea |
| 1896.  | Formoza (Tajvan)                                                      | 1918.  | Gvatemala, Panama, Gambija, Zlatna Obala                                                                  | do 1948. | Aden, o. Ascension, Bahrein, Britanska Somalija, Calcutta, Nizozemska Gvajana, Kenija, Federativne Malajske Države, Oman, Tjesnačka Naselja, Sv. Helena, Uganda, Zanzibar |
| 1899.  | Portoriko, Filipini                                                   | 1919.  | Latvija, Nigerija                                                                                         | do 1953. | Raratonga, Južna Georgia |
| 1900.  | Švedska, Egipat, Aljaska                                              | 1920.  | Argentina, Urugvaj, Burma, Sijam                                                                          | do 1954. | Cookovi o. |
| 1901.  | Španjolska                                                            | 1921.  | Finska, Estonija, Kostarika                                                                               | do 1959. | Republika Maldivski O. |
| 1902.  | Mozambik, Rodezija                                                    | 1922.  | Meksiko                                                                                                   | do 1961. | Prijateljski o., o. Tonga |
| 1903.  | Cindao (Qingdao), Tienćin (Tientsin, Tianjin)                         | 1924.  | Java, SSSR                                                                                                | do 1962. | Saudijska Arabija |
| 1904.  | obalna Kina, Koreja, Mandžurija, sj. Borneo                           | 1925.  | Kuba | do 1964. | o. Niue |
| 1905.  | Čile                                                                  | 1928.  | kontinentalna Kina                                                                                        | 1972.    | Liberija |

S izuzetkom nepalske vremenske zone (+5 h 45 min) i otoka Chathama (+12 h 45 min), sve zemlje održavaju vrijeme tako da se ono razlikuje za puni sat ili pola sata od Greenwicha.